# Aristides (fill d'Arquip)
Aristides (grec antic: Ἀριστείδης, Aristeides), fill d'Arquip, fou un oficial naval atenès.
Va rebre l'encàrrec de recaptar diners per finançar la guerra del Peloponnès entre tots els estats grecs l'any 425 aC, feina que el va ocupar fins al 424 aC, segons Tucídides.